# عدد سالب

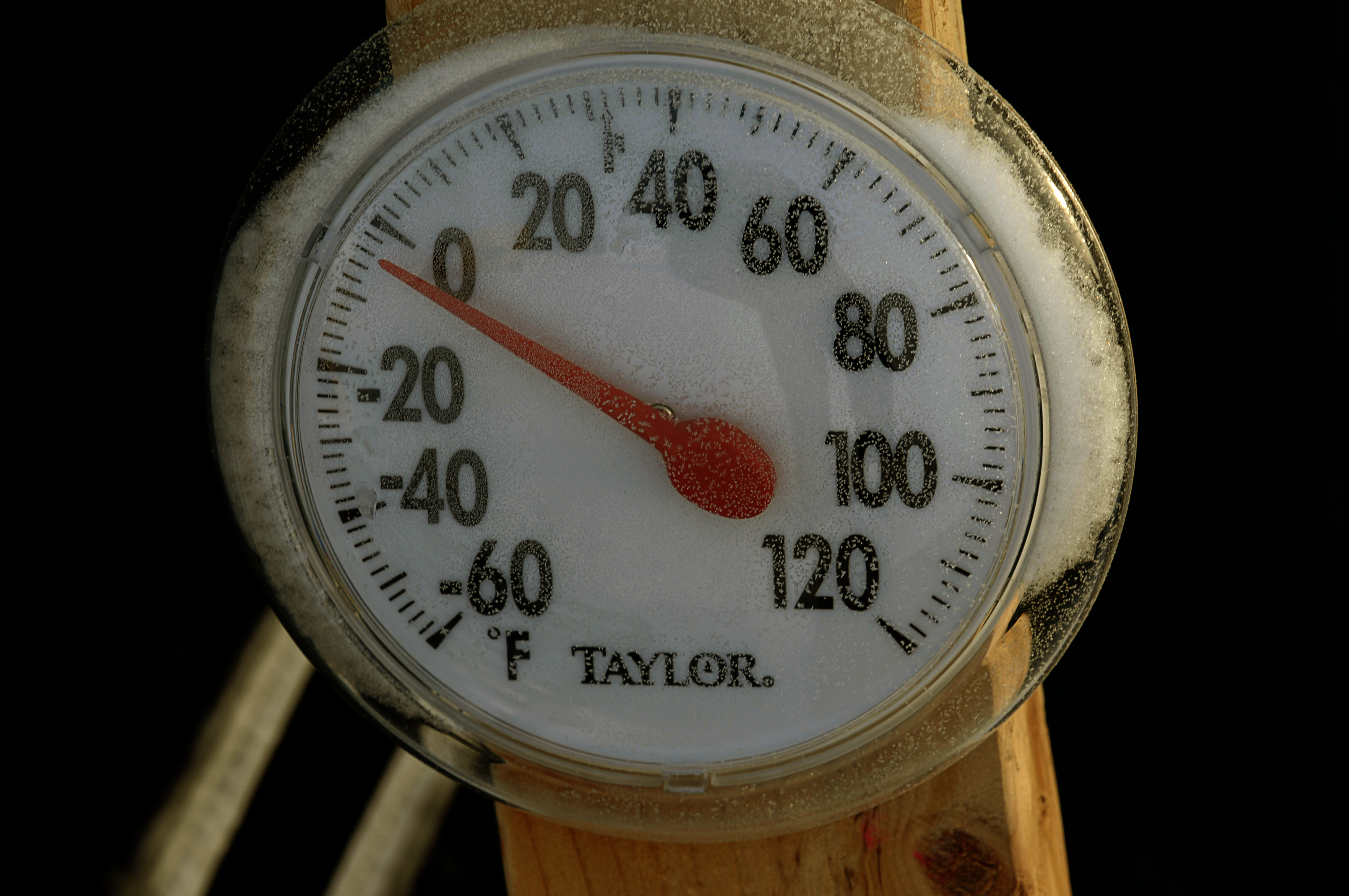
يشير هذا المحرار إلى درجة سالبة (تحت الصفر) بعض الشيء.

العدد السالِب عددٌ أصغر من الصفر. كالعدد: 2-، وهو خلاف العدد المُوجِب

## التسمية
سُمِّيَ العدد السالِب «سالبًا» لأنه يسلُب القيمة من معدودِه، أي: يأخُذُها وينتزعها مِمَّا تعُدُّه (أي: مِمَّا تُحصيه وتحسُبه من الأشياء). وأمَّا العدد المُوجِب، فبكسر الجيم (مُوجِب)؛ لأنه يُوجِب القيمة لمعدوده، أي: يُثبِتها ويمنحُها لِما تَعُدُّه (للشيء الذي تعُدُّه)، وكلاهما (المُوجِب، والسالِب) اسم فاعل، أي: هما اللذان يفعلان هذين الفعلَين، أي: الإيجاب (إثبات الشيء ومنحُه)، والسلب (انتزاعُهُ وأخذُه).

## معلومات مهمة
- ضرب أو قسمة عددين لهما نفس الإشارة (كلاهما سالب أو كلاهما موجب) هو عدد موجب.
- ضرب أو قسمة عددين لهما إشارتين مختلفتين (أحدهما سالب والآخر موجب) هو عدد سالب.
- لكل عدد موجب نظير جمعي سالب ولكل عدد سالب نظير جمعي موجب.
- لكل عدد موجب معكوس ضربي موجب ولكل عدد سالب نظير ضربي سالب.
- تعرف مجموعة الأعداد الصحيحة الموجبة بمجموعة الأعداد الطبيعية.
- لا يوجد جذر تربيعي للأعداد السالبة ضمن مجموعة الأعداد الحقيقية.
- دالة اللوغاريتم غير معرفة على الأعداد غير الموجبة.

## الحسابات التي تتضمن أعدادا سالبة

### الجمع

تمثيل هندسي لجمع الأعداد السالبة والموجبة. تمثل الكرات الكبيرة أعدادا ذات قيمة مطلقة كبيرة.

لجمع عددين لهما نفس الإشارة، نجمع القيم المطلقة للعددين ثم نضع الإشارة المشتركة، أما إذا اختلفت إشارة أحدهما عن الآخر، نطرح قيمة العدد الأكبر المطلقة من قيمة العدد الأصغر المطلقة، ثم نضع إشارة أكبرهما بالقيمة المطلقة.

### الطرح
لطرح عدد سالب من آخر سالب نعتبرها أعدادا سليمة من ثم نقوم بالعملية دون نسيان الرمز(-)للعددين السالبين

### الضرب
لضرب عددين، نضرب قيمتهما المطلقة، وإن اشتركا بالإشارة نضع الإشارة الموجبة (+) حتى لو كانتا سالبتان، أما إن اختلفتا، فنضع الإشارة السالبة (-).

### القسمة
قواعد الإشارة في القسمة هي نفس القواعد المستعملة في الضرب.